# Antherostele luzoniensis
Antherostele luzoniensis là một loài thực vật có hoa trong họ Thiến thảo. Loài này được (Merr.) Bremek. mô tả khoa học đầu tiên năm 1940.